# République du Texas (groupe)
Le groupe de la République du Texas (Republic of Texas) est un mouvement séparatiste texan. Son principal symbole est une étoile jaune sur un fond bleu.
Il réfute la légalité de l'intégration de la république du Texas aux États-Unis d'Amérique en 1845. Ses membres affirment avoir réinstauré un gouvernement provisoire, le 13 décembre 1995. Le groupe distribue des passeports et utilise de faux chéquiers.
Cette idée est née d'une affaire judiciaire sur la légalité de la construction de la cabane de Richard McLaren à l'intérieur d'un parc naturel. Le juge a refusé l'argument et l'a condamné à 15 jours de prison pour outrage à magistrat.
Pour obtenir une absence de réactions des autorités locales (politiques et policières), le mouvement a inscrit dans les registres d'hypothèques du Texas de fausses créances sur des biens de personnes considérées comme dangereuses ou de simples citoyens, voire d'entreprises. En cas de vente immobilière ou de demande de prêt, ces personnes devraient dépenser en frais de justice et d'avocats de fortes sommes et de temps pour obtenir l'annulation de ces inscriptions. Dan Morales, ministre de la Justice du Texas en 1997, affirme affecter 20 % de ses fonctionnaires à la détection des faux papiers utilisés par le mouvement séparatiste, qui ont provoqué la ruine de plusieurs ménages.
Le leader de ce mouvement serait Richard Mc Laren.

### Sources
- Philippe Coste, « Texas : la folie indépendantiste », article paru dans L'Express, 1er mai 1997, pages 78-80. Notamment, sur les inscriptions frauduleuses au registre des hypothèques.